# خوزه بووکس
خوزه بووکس (اسپانیایی: José Buchs‎؛ ۱۶ ژانویه ۱۸۹۶ – ۳۰ ژانویه ۱۹۷۳) کارگردان فیلم، نویسنده اهل اسپانیا بود.
از فیلم‌ها یا مجموعه‌های تلویزیونی که وی در آن‌ها نقش داشته است، می‌توان به پدربزرگ اشاره نمود.